# Borojevići
Borojevići es una localidad de Croacia situada en el municipio de Donji Kukuruzari, en el condado de Sisak-Moslavina. Según el censo de 2021, tiene una población de 68 habitantes.